# Oberea taygetana
Oberea taygetana — вид жесткокрылых из семейства усачей.

## Распространение
Распространён в Греции.

## Описание
Жук длиной от 12 до 18 мм. Время лёта с мая по июль.

## Развитие
Жизненный цикл вида длится от года до двух лет. Кормовыми растениями являются виды рода Euphorbia.